# Тобіас Штробль
Тобіас Штробль (нім. Tobias Strobl, нар. 12 травня 1990, Мюнхен, Німеччина) — німецький футболіст, опорний півзахисник клубу «Аугсбург».

## Ігрова кар'єра
Тобіас Штробль народився у Мюнхені і є вихованцем місцевого клубу «Мюнхен 1860», де він у молодіжній команді з 2001 року. Та в основі клубу футболіст так і не зіграв, виступаючи лише у другій команді у Регіональній лізі. На професійному рівні Штробль дебютував у лютому 2012 року у складі клубу «Гоффенгайм 1899». Влітку 2012 року футболіст продовжив контракт з клубом і одразу відправився в оренду до кінця сезону у клуб «Кельн».
Вілтку 2016 року Штробль перейшов до «Боруссії» з Менхенгладбаха, де одразу зайняв місце основного гравця в опорній зоні. разом з клубом футболіст брав участь у груповому турнірі Ліги чемпіонів та у плей-оф Ліги Європи. Через травму мениска футболіст пропустив банато часу і зміг повноцінно повернутися до гри лише влітку 2018 року.
У червні 2020 року Тобіас Штробль перейшов до клубу Бундесліги «Аугсбург».